# 七道桥站
七道桥站是位于中華人民共和國河北省唐山市丰南区的一座铁路车站，邮政编码063300。该站1977年因当时规划中的京山铁路压煤改线工程而建成，有津山铁路、七滦铁路（压煤改线前的京山铁路部分正线）和唐曹铁路经过该站，现办理客货运业务，车站及其上下行区间均为电气化区段。目前客运：办理旅客乘降；不办理行李、包裹托运；货运：办理整车货物发到；不办理危险货物发到。车站隶属北京铁路局唐山南站，是四等站。